# Вітовці (Вілейський район)
Вітовці (біл. вёска Вітаўцы) — село в складі Вілейського району Мінської області, Білорусь. Село підпорядковане Довгинівській сільській раді, розташоване в північній частині області.

## Історія
У 1921–1945 роках застінок знаходилось у Польщі, у Вільнюській воєводстві, Вілейського повіту, гміні Довгиново.

## Населення
- 1866 рік - 92 люди, 12 будинки[1]
- 1921 рік - 163 люди, 27 будинки[2].
- 1931 рік - 170 люди, 36 будинки[3].